# Nikos Lymperopoulos
Nikolaos Liberopoulos, detto Nikos (in greco Νικόλαος "Νίκος" Λυμπερόπουλος?; Filiatra, 4 agosto 1975), è un ex calciatore greco, di ruolo attaccante.

## Carriera

### Club

#### Gli inizi
Nato a Filiatra, in Messenia, Liberopoulos inizia a giocare nella squadra locale dell'Eranī Filiatrōn, prima di passare nel 1994 nel vicino Kalamata, dove si mette in mostra, tanto da essere nominato miglior giovane del campionato greco 1995-1996.

#### Panathīnaïkos
Notato dalle tre grandi del calcio greco, l'attaccante viene infine ingaggiato dal Panathīnaïkos nell'estate 1996. Il 7 agosto 1996 esordisce con la nuova maglia nel primo turno di qualificazioni alla Champions League 1996-1997 contro il Rosenborg (vittoria dei greci per 1-0). Il mese successivo debutta in campionato proprio contro la sua ex squadra del Kalamata, sconfitto dal suo Pana 3-0. Il 10 settembre 1996 segna la sua prima rete in assoluto coi verdi contro il Legia Varsavia in Coppa UEFA (una doppietta), mentre cinque giorni dopo arriva il primo gol in campionato contro l'Apollon Atene.
Nel 2000 viene nominato Calciatore greco dell'anno, mentre al termine della stagione 2002-2003 si laurea capocannoniere del Campionato ellenico con 16 reti. Non riuscirà comunque a conquistare alcun trofeo col club ateniese, nonostante tanti secondi posti in campionato e in Coppa di Grecia.
Milita nel Panathīnaïkos fino al 2003, segnando complessivamente 101 reti in 265 presenze totali.

#### AEK Atene
Nel 2003 Lymperopoulos è in procinto di lasciare Atene per trasferirsi al Sochaux ma all'ultimo decide di rimanere nella capitale greca ed aggregarsi all'AEK. Coi giallo-neri debutta il 23 agosto 2003 in campionato nella vittoria per 1-0 sul campo dell'Egaleo, mentre la prima rete giunge quattro giorni dopo nei preliminari di Champions League vinti 3-1 contro il Grasshoppers. In questo periodo disputa le migliori annate in carriera, tanto da ottenere due volte il premio di Calciatore greco dell'anno (nel 2006 e nel 2007) e vincendo la classifica marcatori una seconda volta, nel 2006-2007.
Con l'AEK, con cui rimane fino al 2008, segna 101 gol in 262 partite in tutte le competizioni.

#### Eintracht Francoforte
Rescisso il contratto con l'AEK il 7 luglio 2008, sei giorni dopo firma per l'Eintracht Francoforte, club di Bundesliga, con cui scende in campo per la prima volta il 17 agosto 2008 contro l'Hertha Berlino. Il 25 ottobre 2008 sigla la prima rete in terra tedesca nel match contro l'Energie Cottbus. Resta a Francoforte due anni.

#### Ritorno all'AEK Atene
Nell'estate 2010 lascia la Germania dopo solo un paio d'anni per ritornare all'AEK Atene. Il 30 aprile 2011 vince il suo primo e unico trofeo in carriera, ossia la Coppa di Grecia 2010-2011, conquistata battendo in finale l'Atromitos 3-0.
Il 16 giugno 2011 decide di prolungare il proprio contratto con l'AEK assieme all'amico e compagno di squadra Traïanos Dellas, con l'intento di concludere la carriera insieme. Il 20 maggio 2012 Lymperopoulos gioca la sua ultima partita contro il Panathīnaïkos, sua ex squadra. All'uscita dal campo viene celebrato con una standing ovation da entrambe le tifoserie ateniesi. È l'unico calciatore della storia ad aver segnato più di 100 gol con le maglie di entrambe le squadre.

### Nazionale
Il 24 gennaio 1996 debutta con la nazionale maggiore della Grecia in un'amichevole vinta 2-1 contro Israele. Dal 1996 al 1998 è stato convocato dalla Grecia under-21, di cui è il capocannoniere con 15 reti e con cui è stato il miglior marcatore nell'Europeo 1998. Nel 1997 è chiamato dalla nazionale militare ellenica, con cui vince il Mondiale lo stesso anno, segnando pure nella finale contro l'Italia.
Non convocato per i vittoriosi Europei 2004, Lymperopoulos fa parte invece della deludente spedizione greca ad Euro 2008. Già ritiratosi coi club, nell'estate 2012 Fernando Santos lo convoca per gli Europei 2012. La sconfitta per 4-2 contro la Germania ai quarti di finale del 24 giugno 2012 è la sua ultima partita in carriera.

## Palmarès

### Club
- Coppa di Grecia: 1

AEK Atene: 2010-2011

### Individuale
- Miglior giovane del campionato greco: 1

1995-1996
- Miglior marcatore dell'Europeo Under-21: 1

1998 (3 reti a pari merito con Steffen Iversen)
- Calciatore greco dell'anno: 3

2000, 2006, 2007
- Capocannoniere del Campionato greco: 2

2002-2003 (16 gol), 2006-2007 (19 gol)